# Punta de la Puça
La Punta de la Puça es una montaña de 1.148 metros, que se encuentra en el municipio de Cenia, en la comarca catalana de Montsiá.